# Ukijo

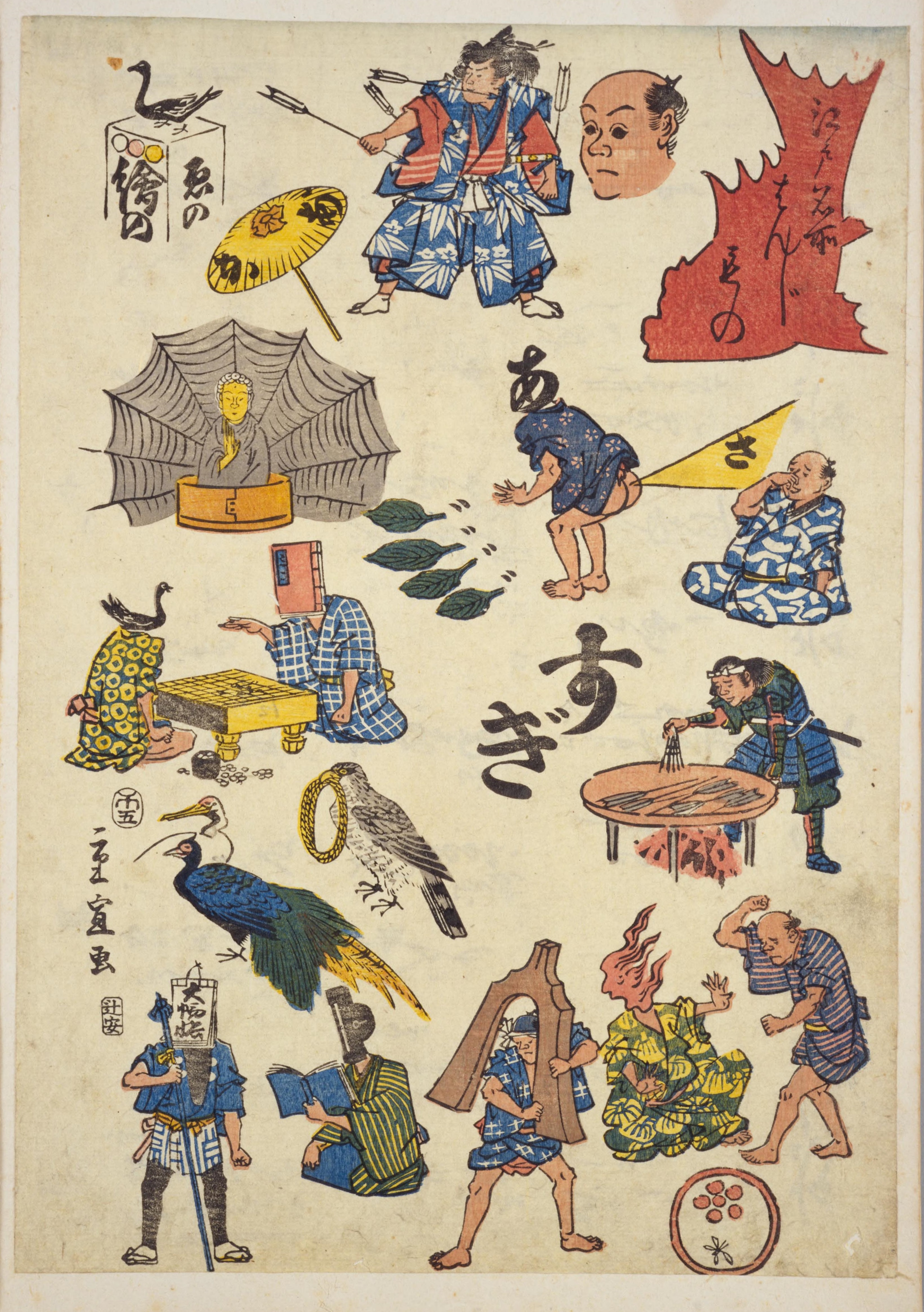
Utagawa Šigenobu

Ukijo (jap. 浮世) je japonský termín označující prchavý, pomíjivý vezdejší svět,  prapůvodně „strastné pozemské bytí“.
V období Edo se však stal pojmem označujícím prchavý svět zábavních čtvrtí jako např. Jošiwara, kam se bohatí měšťané chodili oprostit od nízkosti svého stavu vůči feudální vrstvě a dali zapomenout na každodenní starosti. Obyvateli zábavních čtvrtí byli gejši, kurtizány, herci divadla kabuki, zápasníci sumó a další. 

## Ukijo v umění
S ukijo úzce souvisí také ukijo-e a ukijozóši.
Ukijoe, aneb „obrazy prchavého světa“, byly převážně dřevořezy znázorňující život 18. století v zábavních čtvrtích a jejich obyvatele. Mezi nejplodnější autory patří Utamaro Kitagawa, či Šaraku Tóšúsai, nicméně mezi nejznámějšími jsou Hokusai Kacušika a Hirošige Andó, kteří však již od portrétů pomíjivého světa přešli spíše k obrazům krajiny.
Ukijozóši pak byly „sešity o vezdejším pomíjivém světě“ aneb krátké fiktivní příběhy z tohoto světa. Populární byly především v 18. století. Mezi známější autory patřil Ihara Saikaku.